# Callipallene sagamiensis
Callipallene sagamiensis là một loài nhện biển trong họ Callipallenidae. Loài này thuộc chi Callipallene. Callipallene sagamiensis được miêu tả khoa học năm 1983 bởi Nakamura & Child.